# Associazione Calcio Siena 1978-1979
Questa voce raccoglie le informazioni riguardanti l'Associazione Calcio Siena nelle competizioni ufficiali della stagione 1978-1979.

## Stagione
Nella stagione 1978-1979 il Siena disputò il primo campionato di Serie C2 della sua storia.

## Divise
| 1ª divisa |

## Organigramma societario
Area direttiva
- Commissario straordinario: Corrado Vanni
- Segretario: Alighiero Lorenzini

Area tecnica
- Allenatore: Mario Mazzoni, poi Antonio Monguzzi, infine Ottavio Bianchi

## Rosa
| N. |                   | Ruolo | Calciatore           |
| -- | ----------------- | ----- | -------------------- |
|    | Italia (bandiera) | P     | Fernando De Filippis |
|    | Italia (bandiera) | P     | Lonardo Lovari       |
|    | Italia (bandiera) | D     | Danilo Gambacorta    |
|    | Italia (bandiera) | D     | Walter Noccioli      |
|    | Italia (bandiera) | D     | Aldo Notari          |
|    | Italia (bandiera) | D     | Giacomo Perugini     |
|    | Italia (bandiera) | D     | Maurizio Scotto      |
|    | Italia (bandiera) | D     | Paolo Tognarelli     |
|    | Italia (bandiera) | D     | Gerardo Tosolini     |
|    | Italia (bandiera) | D     | Danilo Tosoni        |
|    | Italia (bandiera) | C     | Claudio Bartolini    |
|    | Italia (bandiera) | C     | Claudio Bettelli     |
|    | Italia (bandiera) | C     | Luigi Bigoni         |

| N. |                   | Ruolo | Calciatore        |
| -- | ----------------- | ----- | ----------------- |
|    | Italia (bandiera) | C     | Carlo Dinelli     |
|    | Italia (bandiera) | C     | Luciano Gavazzi   |
|    | Italia (bandiera) | C     | Fabrizio Pinchi   |
|    | Italia (bandiera) | C     | Enzo Rambotti     |
|    | Italia (bandiera) | C     | Fabio Simoni      |
|    | Italia (bandiera) | C     | Stefano Turla     |
|    | Italia (bandiera) | A     | Claudio Betti     |
|    | Italia (bandiera) | A     | Marco Ceccherini  |
|    | Italia (bandiera) | A     | Carlo Giuliani    |
|    | Italia (bandiera) | A     | Fedele Gualandri  |
|    | Italia (bandiera) | A     | Andrea Lorenzetti |
|    | Italia (bandiera) | A     | Emiliano Macchi   |
|    | Italia (bandiera) | A     | Eugenio Pazzaglia |

## Risultati

### Serie C2

#### Girone d'andata
| Arbitro: | Zuccaro (Catania) |

|                |           |  |
| Forte 15’, 54’ | Marcatori |  |

| Siena 8 ottobre 1978 | Siena             | 0 – 0 | Prato | Stadio del Rastrello\| Arbitro: \| Luzzana (Bergamo) \| |
| Arbitro:             | Luzzana (Bergamo) |       |       |                                                         |

| Siena 15 ottobre 1978 | Siena              | 0 – 0 | Cerretese | Stadio del Rastrello\| Arbitro: \| Tarantola (Genova) \| |
| Arbitro:              | Tarantola (Genova) |       |           |                                                          |

| Arbitro: | Scevola (Milano) |

|             |           |  |
| Turella 44’ | Marcatori |  |

| Arbitro: | Suzzi (Monfalcone) |

|                   |           |              |
| Pazzaglia 4’, 58’ | Marcatori | 25’ Di Mario |

| Viareggio 5 novembre 1978 | Viareggio           | 0 – 0 | Siena | Stadio dei Pini\| Arbitro: \| Lamorgese (Potenza) \| |
| Arbitro:                  | Lamorgese (Potenza) |       |       |                                                      |

| Arbitro: | Cucè (Messina) |

|                                  |           |                            |
| Pazzaglia 85’ (rig.), 90’ (rig.) | Marcatori | 24’ Balestrelli 76’ Marini |

| Arbitro: | Rainone (Nola) |

|                     |           |                          |
| Ferrante 30’ (rig.) | Marcatori | 32’ Pazzaglia 40’ Simoni |

| Arbitro: | Galbiati (Monza) |

|                        |           |  |
| Di Vincenzo 75’ (aut.) | Marcatori |  |

| Arbitro: | Ongaro (Rovigo) |

|           |           |  |
| Rossi 48’ | Marcatori |  |

| Civitavecchia 10 dicembre 1978 | Civitavecchia       | 0 – 0 | Siena | Stadio Comunale\| Arbitro: \| Jacobello (Catania) \| |
| Arbitro:                       | Jacobello (Catania) |       |       |                                                      |

| Arbitro: | Manzella (Caserta) |

|               |           |  |
| Pazzaglia 62’ | Marcatori |  |

| Arbitro: | Di Sabatino (Teramo) |

|  |           |                         |
|  | Marcatori | 9’ Tognarelli 26’ Turla |

| Arbitro: | Baldi (Roma) |

|                       |           |                                  |
| Simoni 16’ Macchi 38’ | Marcatori | 60’ (aut.) Notari 78’ Santarelli |

| Arbitro: | Marascia (Roma) |

|                           |           |                                    |
| Pazzaglia 25’ (rig.), 86’ | Marcatori | 5’ (aut.) Noccioli 44’ Quagliaroli |

| Arbitro: | Boschi (Parma) |

|             |           |  |
| Melillo 35’ | Marcatori |  |

| Arbitro: | De Marchi (Novara) |

|               |           |  |
| Pazzaglia 64’ | Marcatori |  |

#### Girone di ritorno
| Arbitro: | Baldini (Piacenza) |

|                                                      |           |                                |
| Macchi 12’ Turla 34’ Simoni 67’ Pazzaglia 71’ (rig.) | Marcatori | 33’ Racchetta 35’ (rig.) Forte |

| Arbitro: | Suzzi (Monfalcone) |

|              |           |  |
| Visentin 84’ | Marcatori |  |

| Cerreto Guidi 18 febbraio 1979 | Cerretese                | 0 – 0 | Siena | Stadio Comunale\| Arbitro: \| Vergerio (Busto Arsizio) \| |
| Arbitro:                       | Vergerio (Busto Arsizio) |       |       |                                                           |

| Arbitro: | Agate (Torino) |

|                     |           |             |
| Pazzaglia 2’ (rig.) | Marcatori | 61’ Turella |

| Arbitro: | Mele (Bergamo) |

|                       |           |  |
| Di Mario 17’ Cini 23’ | Marcatori |  |

| Siena 11 marzo 1979 | Siena          | 0 – 0 | Viareggio | Stadio del Rastrello\| Arbitro: \| Rainone (Nola) \| |
| Arbitro:            | Rainone (Nola) |       |           |                                                      |

| Grosseto 25 marzo 1979 | Grosseto          | 0 – 0 | Siena | Stadio Comunale\| Arbitro: \| Basile (Siracusa) \| |
| Arbitro:               | Basile (Siracusa) |       |       |                                                    |

| Siena 1º aprile 1979 | Siena                | 0 – 0 | Olbia | Stadio del Rastrello\| Arbitro: \| Di Sabatino (Teramo) \| |
| Arbitro:             | Di Sabatino (Teramo) |       |       |                                                            |

| Arbitro: | Sguizzato (Verona) |

|               |           |          |
| Ottonello 62’ | Marcatori | 9’ Betti |

| Arbitro: | Lugli (Reggio Emilia) |

|              |           |               |
| Pazzaglia 9’ | Marcatori | 31’ Di Davide |

| Arbitro: | Gamberini (Monza) |

|  |           |               |
|  | Marcatori | 10’ Bisceglia |

| Tortona 6 maggio 1979 | Derthona           | 0 – 0 | Siena | Stadio Fausto Coppi\| Arbitro: \| Tagliaferro (Roma) \| |
| Arbitro:              | Tagliaferro (Roma) |       |       |                                                         |

| Arbitro: | Simonetti (Taranto) |

|                           |           |           |
| Bettelli 8’ Pazzaglia 21’ | Marcatori | 56’ Corsi |

| Arbitro: | Tubertini (Bologna) |

|                                  |           |  |
| Facchini 23’ Santarelli 49’, 57’ | Marcatori |  |

| Arbitro: | Tuveri (Cagliari) |

|                     |           |  |
| Noccioli 62’ (aut.) | Marcatori |  |

| Arbitro: | Rinaldi (Caserta) |

|  |           |             |
|  | Marcatori | 66’ Melillo |

| Arbitro: | Giardini (Verona) |

|                                        |           |                                |
| Bressani 12’ (rig.), 32’, 56’ Tusi 72’ | Marcatori | 16’ Turla 29’ (rig.) Pazzaglia |

### Coppa Italia Serie C

#### Primo turno
| Grosseto 27 agosto 1978 | Grosseto | 2 – 3 | Siena | Stadio Comunale |

| Livorno 26 agosto 1978 | Livorno | 1 – 1 | Siena | Stadio Comunale |

| Siena 2 settembre 1978 | Siena | 2 – 0 | Grosseto | Stadio del Rastrello |

| Siena 6 settembre 1978 | Siena | 1 – 1 | Livorno | Stadio del Rastrello |

#### Sedicesimi di finale
| Siena 4 ottobre 1978 | Siena | 2 – 0 | Aquila Montevarchi | Stadio del Rastrello |

| Montevarchi 25 ottobre 1978 | Aquila Montevarchi | 1 – 0 | Siena | Stadio Gastone Brilli-Peri |

#### Ottavi di finale
| Siena 4 ottobre 1978 | Siena | 0 – 0 | ALMAS | Stadio del Rastrello |

| Roma 25 ottobre 1978 | ALMAS | 1 – 0 | Siena | Stadio Sant'Anna |

## Statistiche

### Statistiche di squadra
| Competizione         | Punti | In casa | In casa | In casa | In casa | In casa | In casa | In trasferta | In trasferta | In trasferta | In trasferta | In trasferta | In trasferta | Totale | Totale | Totale | Totale | Totale | Totale | DR |
| Competizione         | Punti | G       | V       | N       | P       | Gf      | Gs      | G            | V            | N            | P            | Gf           | Gs           | G      | V      | N      | P      | Gf     | Gs     | DR |
| -------------------- | ----- | ------- | ------- | ------- | ------- | ------- | ------- | ------------ | ------------ | ------------ | ------------ | ------------ | ------------ | ------ | ------ | ------ | ------ | ------ | ------ | -- |
| Serie C2             | 31    | 17      | 6       | 9       | 2       | 19      | 14      | 17           | 2            | 6            | 9            | 7            | 18           | 34     | 8      | 15     | 11     | 26     | 32     | -6 |
| Coppa Italia Serie C |       | 4       | 2       | 2       | 0       | 5       | 1       | 4            | 1            | 1            | 2            | 4            | 5            | 8      | 3      | 3      | 2      | 9      | 6      | +3 |
| Totale               | -     | 21      | 8       | 11      | 2       | 24      | 15      | 21           | 3            | 7            | 11           | 11           | 23           | 42     | 11     | 18     | 13     | 35     | 38     | -3 |

### Statistiche dei giocatori[2][4]
| Giocatore      | Serie C2 | Serie C2 | Coppa Italia Serie C | Coppa Italia Serie C | Totale   | Totale |
| Giocatore      | Presenze | Reti     | Presenze             | Reti                 | Presenze | Reti   |
| -------------- | -------- | -------- | -------------------- | -------------------- | -------- | ------ |
| C. Bartolini   | 22       | 0        | ?                    | ?                    | 22+      | 0+     |
| C. Bettelli    | 28       | 1        | ?                    | ?                    | 28+      | 1+     |
| C. Betti       | 13       | 1        | ?                    | ?                    | 13+      | 1+     |
| L. Bigoni      | 22       | 0        | ?                    | ?                    | 22+      | 0+     |
| M. Ceccherini  | 1        | 0        | ?                    | ?                    | 1+       | 0+     |
| F. De Filippis | 33       | -28      | ?                    | ?                    | 33+      | -28+   |
| C. Dinelli     | 1        | 0        | ?                    | ?                    | 1+       | 0+     |
| D. Gambacorta  | 17       | 0        | ?                    | ?                    | 17+      | 0+     |
| L. Gavazzi     | 3        | 0        | ?                    | ?                    | 3+       | 0+     |
| C. Giuliani    | 1        | 0        | ?                    | ?                    | 1+       | 0+     |
| F. Gualandri   | 7        | 0        | ?                    | ?                    | 7+       | 0+     |
| A. Lorenzetti  | 5        | 0        | ?                    | ?                    | 5+       | 0+     |
| L. Lovari      | 1        | -4       | ?                    | ?                    | 1+       | -4+    |
| E. Macchi      | 17       | 2        | ?                    | ?                    | 17+      | 2+     |
| W. Noccioli    | 31       | 0        | ?                    | ?                    | 31+      | 0+     |
| A. Notari      | 27       | 0        | ?                    | ?                    | 27+      | 0+     |
| E. Pazzaglia   | 26       | 14       | ?                    | ?                    | 26+      | 14+    |
| G. Perugini    | 8        | 0        | ?                    | ?                    | 8+       | 0+     |
| F. Pinchi      | 10       | 0        | ?                    | ?                    | 10+      | 0+     |
| E. Rambotti    | 3        | 0        | ?                    | ?                    | 3+       | 0+     |
| M. Scotto      | 21       | 0        | ?                    | ?                    | 21+      | 0+     |
| F. Simoni      | 28       | 3        | ?                    | ?                    | 28+      | 3+     |
| P. Tognarelli  | 30       | 1        | ?                    | ?                    | 30+      | 1+     |
| G. Tosolini    | 3        | 0        | ?                    | ?                    | 3+       | 0+     |
| D. Tosoni      | 21       | 0        | ?                    | ?                    | 21+      | 0+     |
| S. Turla       | 30       | 3        | ?                    | ?                    | 30+      | 3+     |